# El club de los imposibles
«El club de los imposibles» es una canción compuesta e interpretada por el cantautor español Enrique Bunbury incluida en su tercer disco como solista titulado Flamingos, que fue lanzada como cuarto y último sencillo por su discográfica EMI España en el año 2002.

## Antecedentes y signficado
Fue escrita por Bunbury y la letra es una oda a la rebeldía y a la vida al límite ya que desde el inicio, la letra hace un ambiente de confrontación y desafío, con una referencia a un combate de boxeo que simboliza las luchas diarias y batallas personales de un individuo.

## Vídeo musical
Fue dirigido por Jorge Ortiz de Landázuri Yzarduy y en el aparece el cantante cantando en uno de sus conciertos la propia canción.

## Posición en listas
| Lista                                | Posición |
| ------------------------------------ | -------- |
| España Los 40 principales            | 38       |
| México Billboard Airplay             | 12       |
| México Billboard Pop Español Airplay | 34       |